# Булдаков, Иван Иванович
Иван Иванович Булдаков (26 сентября [9 октября] 1903, дер. Аполево, Тверская губерния — 8 февраля 1987, Москва) — советский военно-морской деятель, инженерный работник, главный инженер-механик ВМФ СССР, инженер-контр-адмирал (1944).

## Биография
Русский, в РККФ с 1923, член ВКП(б) с 1930. Окончил рабфак (сентябрь 1919 — май 1920), один курс МИИПС (октябрь 1922 — октябрь 1923), ВМИУ им. Дзержинского (октябрь 1923 — сентябрь 1928), вечерний комвуз в Севастополе (1932), факультет военного кораблестроения ВМА им. Ворошилова (сентябрь 1935 — март 1938).
Трюмный механик на эсминце «Шаумян» (сентябрь 1928 — февраль 1931), старший инженер-механик крейсера «Червона Украина» (февраль 1931 — сентябрь 1935). Флагманский инженер-механик Главного морского штаба (март 1938 — май 1939), начальник электромеханической инспекции (май — октябрь 1939), 8-го (октябрь 1939 — август 1942), 14-го (август 1942 — август 1943) отделов электромеханической инспекции Управления боевой подготовки ВМФ. Главный инженер-механик ВМФ (август 1943 — июнь 1947). Флагманский инженер-механик 5-го ВМФ (июнь 1947 — февраль 1952). Начальник управления эксплуатации кораблей (февраль — сентябрь 1952), начальник Главного технического управления (сентябрь 1952 — апрель 1953), начальник Технического управления ВМС (апрель 1953 — апрель 1954). Заместитель начальника Управления вооружения и судоремонта ВМФ (апрель 1954 — май 1956). В распоряжении главкома ВМФ СССР (05-09.1956). С сентября 1956 в запасе. Похоронен на Новокунцевском кладбище.

### Звания
- инженер-флагман 3-го ранга (1940)[3]
- инженер-контр-адмирал (1944)

### Награды
Награждён орденом Ленина (1949), 2 орденами Красного знамени (1944, 1953), орденом Нахимова 1-й степени (1945), орденом Отечественной войны 1-й степени (1943), медалями, именным оружием (1953).